# Шизофренический дефект
Шизофрени́ческий дефе́кт (от др.-греч. σχίζω — «расщеплять, раскалывать» + φρήν — «ум, мышление, мысль» + лат. dēfectus — «уменьшение, недостаток») — необратимые изменения личности больного шизофренией, вызванные эндогенным процессом и характеризующиеся диссоциацией мышления и аффектов. При этом наблюдается утрата единства психических процессов, снижение уровня потребностей, нарастающее снижение активности — пассивность и редукция энергетического потенциала, аутизм, равнодушие, неспособность вступать в аффективные контакты, сочувствовать другим, психическая ригидность, выражающаяся в недостаточной гибкости психических процессов (эмоционального реагирования, мышления, поведенческих установок), затруднении их переключаемости, подвижности, изменчивости в соответствии с меняющимися условиями среды, невозможности смены стереотипов, трудностях адаптации в новых условиях.
Один из основных признаков шизофренического дефекта — эмоциональная тупость, при котором наблюдается обеднение эмоциональных контактов и реакций, эмоциональная холодность, оскудение чувств, может присутствовать эмоциональная несдержанность и неадекватность эмоционального реагирования. Больные шизофренией становятся черствы к близким родственникам. Эмоциональная тупость включает в себя безразличие, бесчувственность, эмоциональную опустошённость, а иногда она сочетается с хрупкостью и ранимостью эмоций (феномен «дерева и стекла»).
Сходство с шизофреническим дефектом имеет ятрогенный нейролептический дефект, по причине чего часто встречается ошибочная диагностика обусловленного побочными эффектами антипсихотических препаратов синдрома как негативной симптоматики шизофрении. В частности, за «шизофренический дефект» принимаются эмоционально-волевые и когнитивные проявления нейролептического паркинсонизма, которые бесследно исчезают после прекращения приёма пациентом антипсихотиков. Кроме того, апатический, абулический или астенический варианты дефицитарной симптоматики шизофрении нередко бывает крайне сложно отличить от апатической, адинамической или астенической субдепрессии.
Выделяют следующие варианты шизофренического дефекта:
- апато-абулический, для которого характерны апатия, отсутствие активных побуждений и интересов, бездеятельность, однообразное поведение; позитивная психопатологическая симптоматика выражена незначительно;
- параноидный — в высказываниях больных сохраняется параноидный бред (часто — преследования), больные скрытны, подозрительны;
- психопатоподобный — больные жестоки, эгоцентричны, проявляют диктаторские наклонности;
- психоорганический — на первое место выходит снижение умственных способностей, памяти, интеллекта, также может присутствовать опустошение эмоционально-волевой сферы;
- астенический — наиболее распространённый вариант, характеризующийся астенией; относительно лёгкий.

Имеется другой подход к обратимости данного состояния: шизофренический дефект — это не утрата нормальных психических реакций, а невозможность пользоваться ими в таком состоянии. Однако, знания, навыки, по сути, не исчезли, просто в силу тяжести состояния они находятся в «замороженном» виде.